# Gerd Dehof

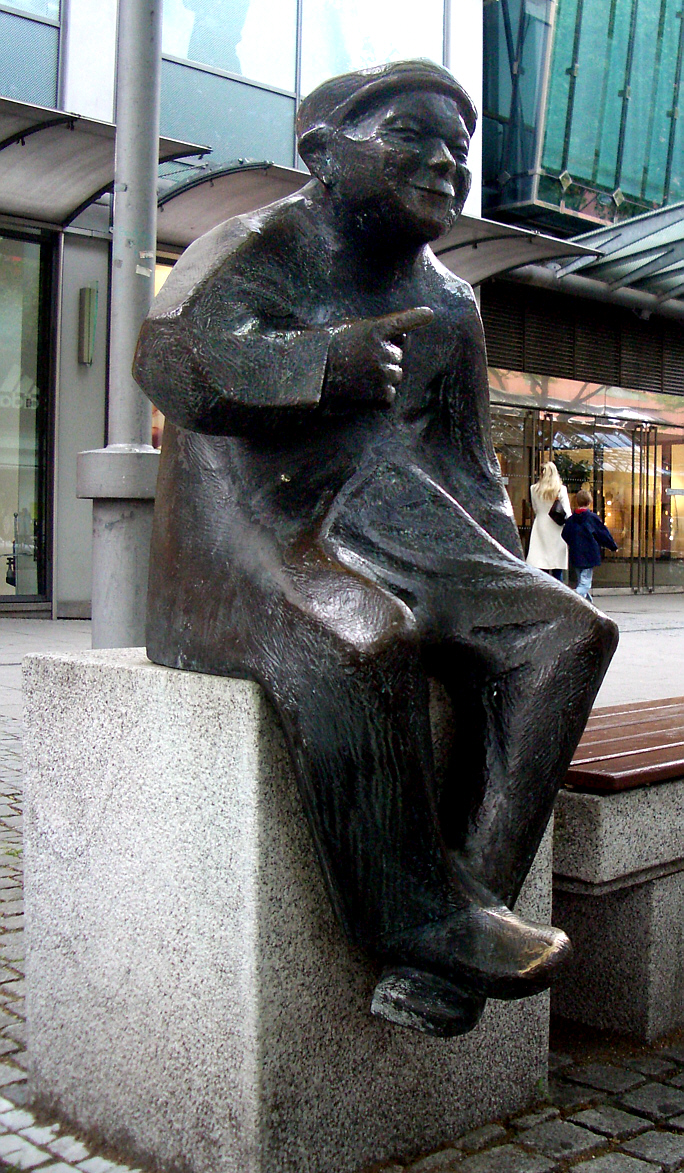
„Blumepeter“-Denkmal auf den Kapuzinerplanken

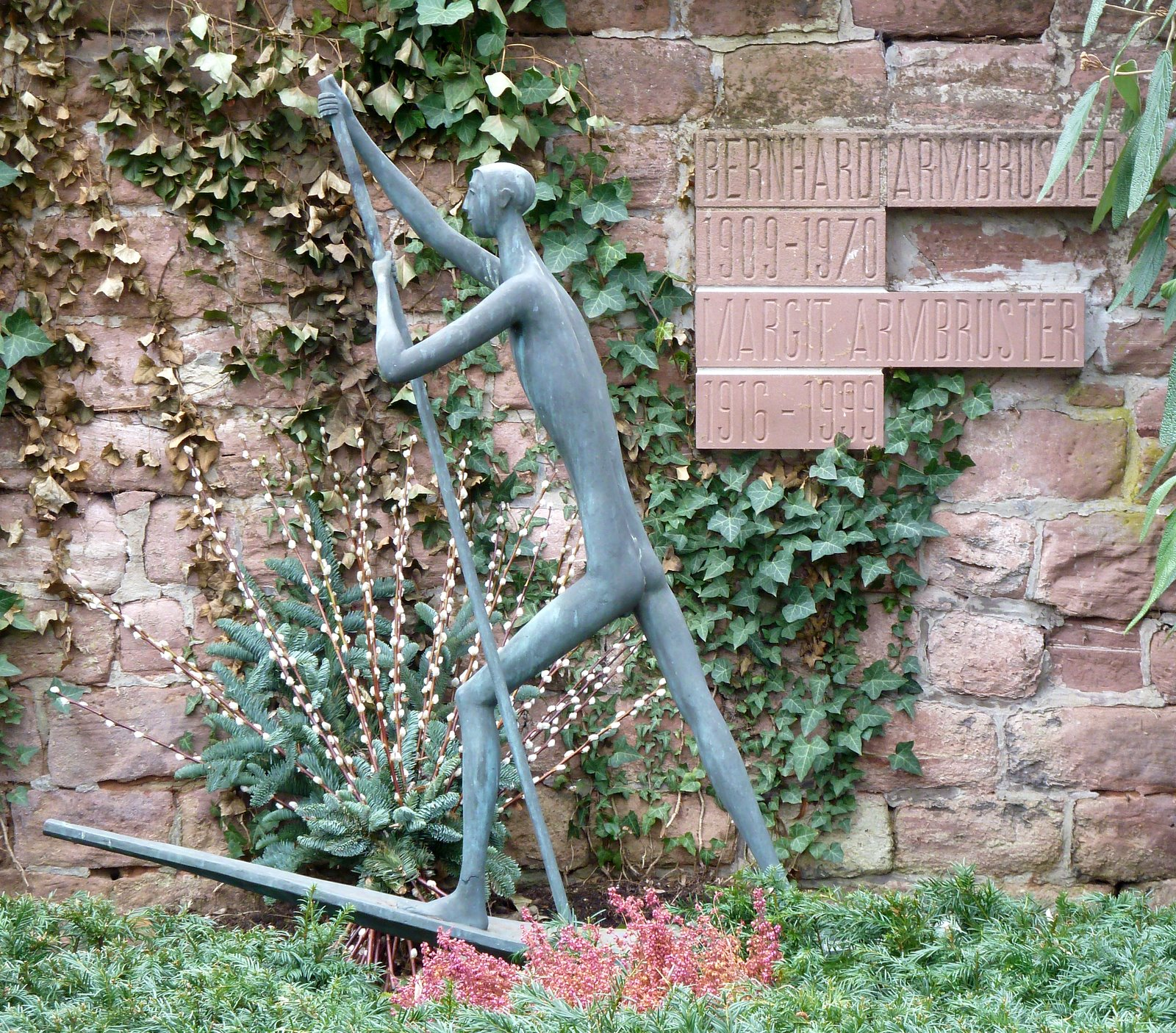
Plastik „Der Flößer“ auf dem Hauptfriedhof Mannheim

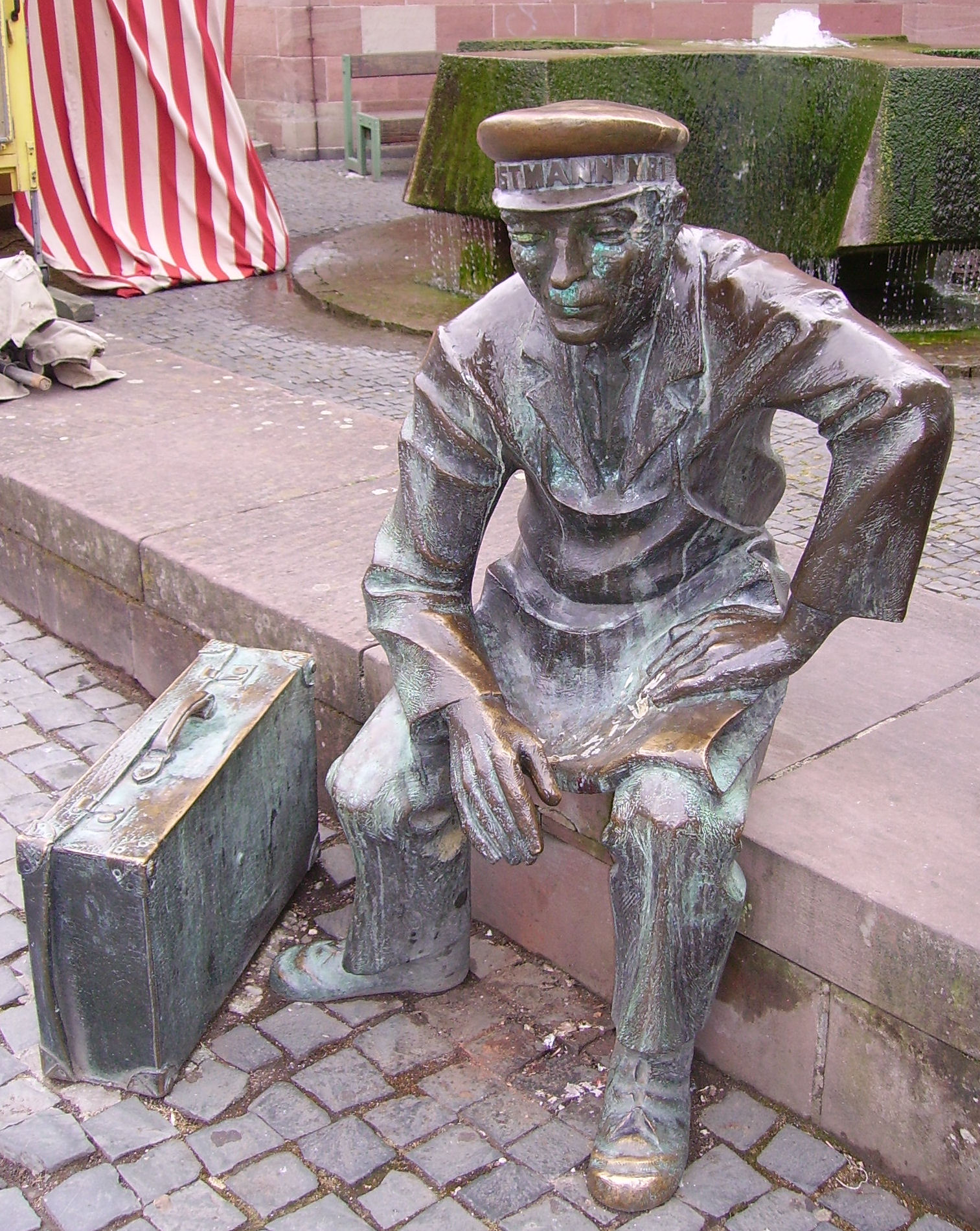
„'s Luiche“ in Zweibrücken

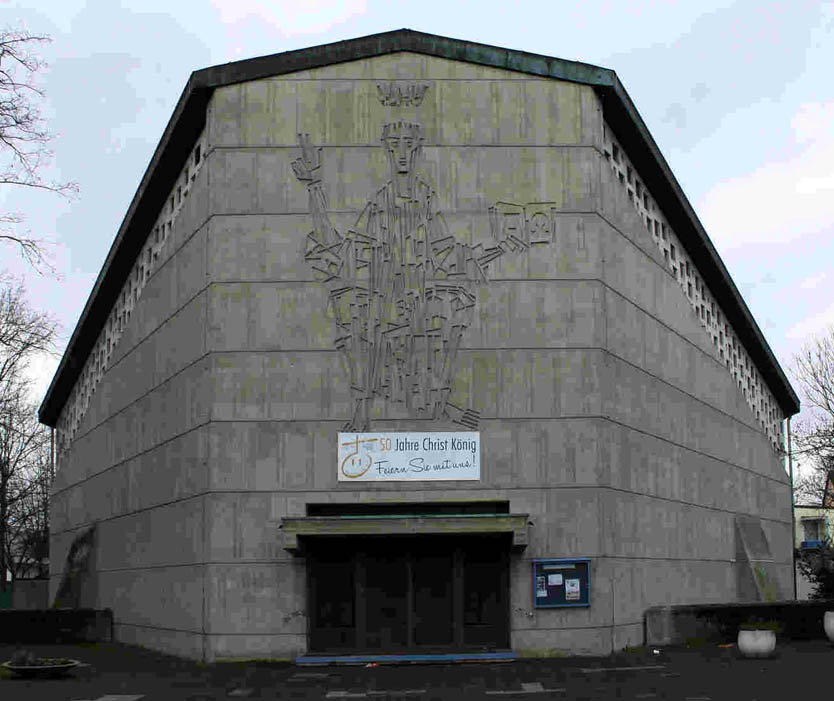
Westfassade der Christ-König-Kirche in Landau mit Betonrelief von Gerd Dehof aus dem Jahr 1964.

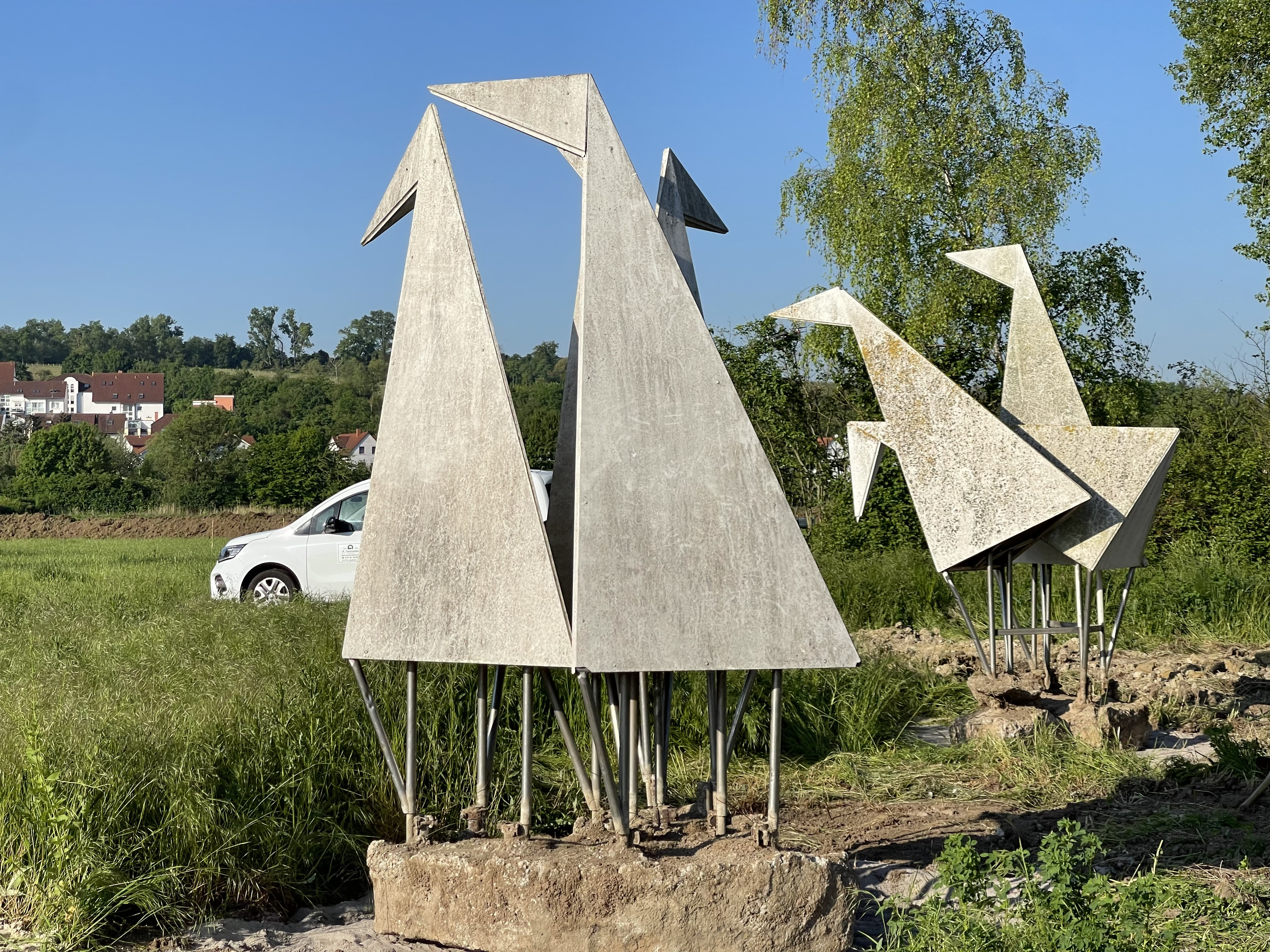
„Vögel“ (ca. 1975) am neuen Standort im Gewerbegebiet Nackenheim

Gerd Dehof (* 5. Juli 1924 in Zweibrücken; † 6. Mai 1989 in Mannheim) war ein deutscher Bildhauer.
Gerd Dehof lehrte seit 1957 an der Freien Akademie der Künste in Mannheim und später an der städtischen Fachhochschule Bildhauerkunst und plastisches Gestalten.

## Lebenslauf
Gerd Dehof wurde in Zweibrücken geboren und ging dort zur Schule. Ab 1938 lebte er mit der Familie in Ludwigshafen am Rhein und absolvierte zunächst eine Schlosserlehre. Er wurde zur Infanterie eingezogen und 1944 nach einer schweren Verwundung aus dem Heer entlassen. Danach lebte er in Mannheim und begann seine künstlerische Karriere.
Als Schüler von Carl Trummer fand er zu seiner Berufung, als er mit Paul Berger-Bergner, mit Wolf Magin und Paul Walter die Freie Akademie ins Leben rief, aus der später die Werkkunstschule und heutige Fachhochschule hervorging. Studienreisen führten ihn später nach Frankreich und Italien, nach Griechenland und bis Ägypten und inspirierten ihn im dreidimensionalen Gestalten und Zeichnen.
Die Stadt Mannheim benannte einen Platz nach Dehof.

## Werke
- 's Luiche' der Dienstmann Ludwig Arnold, Bronzeguss, Zweibrücken
- der Schlagmann, Bronzeplastik
- Brunnenanlage, Alexanderplatz, Zweibrücken
- Hiob-Plastik, Dietrich-Bonhoeffer-Kirche, Wiesbach
- Memel-Gedenkstein, Mannheim (Rheinpromenade), 1961
- Betonrelief an der Westfassade der Christ-König-Kirche in Landau in der Pfalz, 1964
- Sackträger, Mannheim-Jungbusch
- 'Im Namen des Volkes', Plastik in Beton, Landgericht Mannheim, 1968
- Bloomaulorden, 1966
- Blumepeter, Mannheim, Kapuzinerplanken, 1967
- 'Harlekin' auf dem Vorplatz des Kulturzentrums „das Haus“ in Ludwigshafen
- 'Tanz der Vokale': Zweibrücken, Hofenfels-Gymnasium
- 'im Namen des Volkes': Mannheim, Landgericht, Bronzeguss
- DIE VÖGEL: 2-teilige Plastik mit einer Dreiergruppe und einer Fünfergruppe Vögel aus Faserzement, ca. 1970 Peter-Petersen (heute Johanna-Geissmar) Gymnasium in Mannheim-Schönau. Im Mai 2022 nach Nackenheim umgestellt.